# Siêu máy tính

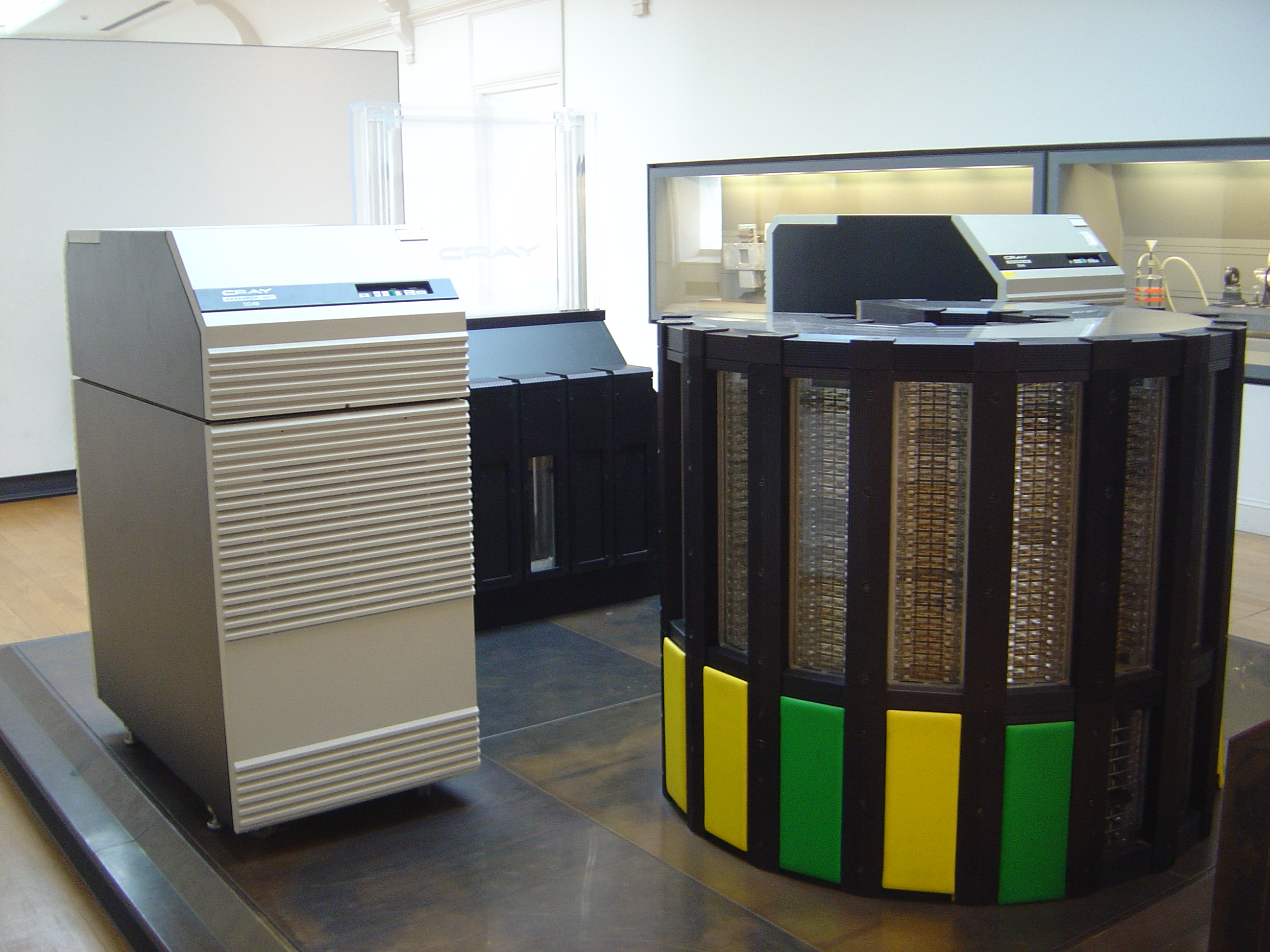
Cray-2; máy tính nhanh nhất thế giới trong thời gian 1985–1989.

Một siêu máy tính  là một máy tính vượt trội trong khả năng và tốc độ xử lý. Thuật ngữ Siêu Tính Toán được dùng lần đầu trong báo New York World vào năm 1920 để nói đến những bảng tính lớn của IBM làm cho trường Đại học Columbia. Siêu máy tính hiện nay có tốc độ xử lý hàng nghìn teraflop (một teraflop tương đương với hiệu suất một nghìn tỷ phép tính/giây) hay bằng tổng hiệu suất của 6.000 chiếc máy tính hiện đại nhất hiện nay gộp lại (một máy có tốc độ khoảng từ 3-3,8 gigaflop).
Có thể hiểu siêu máy tính là hệ thống những máy tính làm việc song song.

## Siêu máy tính mạnh nhất thế giới 2004
Theo thống kê (6 tháng một lần) của Đại học Tổng hợp Mannheim, Phòng thí nghiệm Quốc gia Lawrence Berkeley và Đại học Tennessee thì 10 siêu máy tính mạnh nhất thế giới trong tháng 6 năm 2004 là:
1. Earth Simulator của NEC
2. Thunder của IBM tại Phòng thí nghiệm Quốc gia Lawrence Livermore
3. ASCI Q của HP tại Phòng thí nghiệm Quốc gia Los Alamos
4. Blue Gene/L DD1 của IBM tại Trung tâm Nghiên cứu Thomas Watson
5. Tungsten của Dell tại Trung tâm Ứng dụng Siêu máy tính Quốc gia (Mỹ)
6. Hai mạng máy tính dựa trên Power4 của Intel tại Trung tâm Dự báo Thời tiết châu Âu
7. Mạng siêu kết hợp của Fujitsu tại Viện Nghiên cứu Vật lý và Hoá học (Nhật)
8. Blue Gene/L DD2 của IBM tại Trung tâm Nghiên cứu Thomas Watson
9. Mạng máy tính dựa trên chip Itanium của HP tại Phòng thí nghiệm Quốc gia Bắc Thái Bình Dương
10. Thụ Quang 4000A của Dawning tại Trung tâm Siêu máy tính Thượng Hải.

## Siêu máy tính nhanh nhất 2006
29 tháng 6 năm 2006: Bảng xếp hạng được công bố trong Hội nghị siêu máy tính quốc tế diễn ra tại Đức, do Đại học Tổng hợp Mannheim (Đức), Đại học Tennessee và Trung tâm Nghiên cứu Năng lượng thuộc Phòng thí nghiệm Quốc gia Lawrence-Berkeley (Mỹ) thực hiện.

Siêu máy tính IBM Blue Gene/L nhanh nhất thế giới.

Hệ thống Blue Gene/L, được lắp đặt tại Phòng thí nghiệm Quốc gia Lawrence Livermore, lại tự phá kỷ lục giành ngôi vị quán quân với hệ thống gồm 65.536 thiết bị xử lý, tốc độ xử lý 280,6 nghìn tỷ phép tính mỗi giây (280,6 teraflop) theo chỉ số vận hành Linpack, gấp đôi kỷ lục 136,8 teraflop hiện được coi là nhanh nhất thế giới cũng do chính Blue Gene/L phá kỷ lục.
Hiện nay không một hệ thống siêu máy tính nào khác vượt qua ngưỡng 100 teraflop, cho nên Blue Gene/L sẽ còn giữ kỷ lục về lâu dài. Tuy nhiên, hãng IBM đang có kế hoạch xây dựng siêu máy tính Roadrunner tại trung tâm thí nghiệm quốc gia  Los Alamos ở New Mexico (Mỹ), với tốc độ dự kiến lên tới 1.600 teraflop, gấp bốn lần Blue Gene/L hiện tại.
- Kết quả tháng 6 năm 2006:

1. BlueGene/L - eServer Blue Gene Solution-IBM
2. BGW - eServer Blue Gene Solution-IBM
3. ASC Purple - eServer pSeries p5 575 1.9 GHz-IBM
4. Columbia - SGI Altix 1.5 GHz, Voltaire Infiniband-SGI
5. Tera-10 - NovaScale 5160, Itanium2 1.6 GHz, Quadrics-Bull SA
6. Thunderbird - PowerEdge 1850, 3.6 GHz, Infiniband-Dell
7. TSUBAME Grid Cluster - Sun Fire X64 Cluster, Opteron 2.4/2.6 GHz, Infiniband, CHO NGUYEN
8. JUBL - eServer Blue Gene Solution-IBM
9. Red Storm Cray XT3, 2.0 GHz-Cray Inc.
10. Earth-Simulator-NEC

## 2009

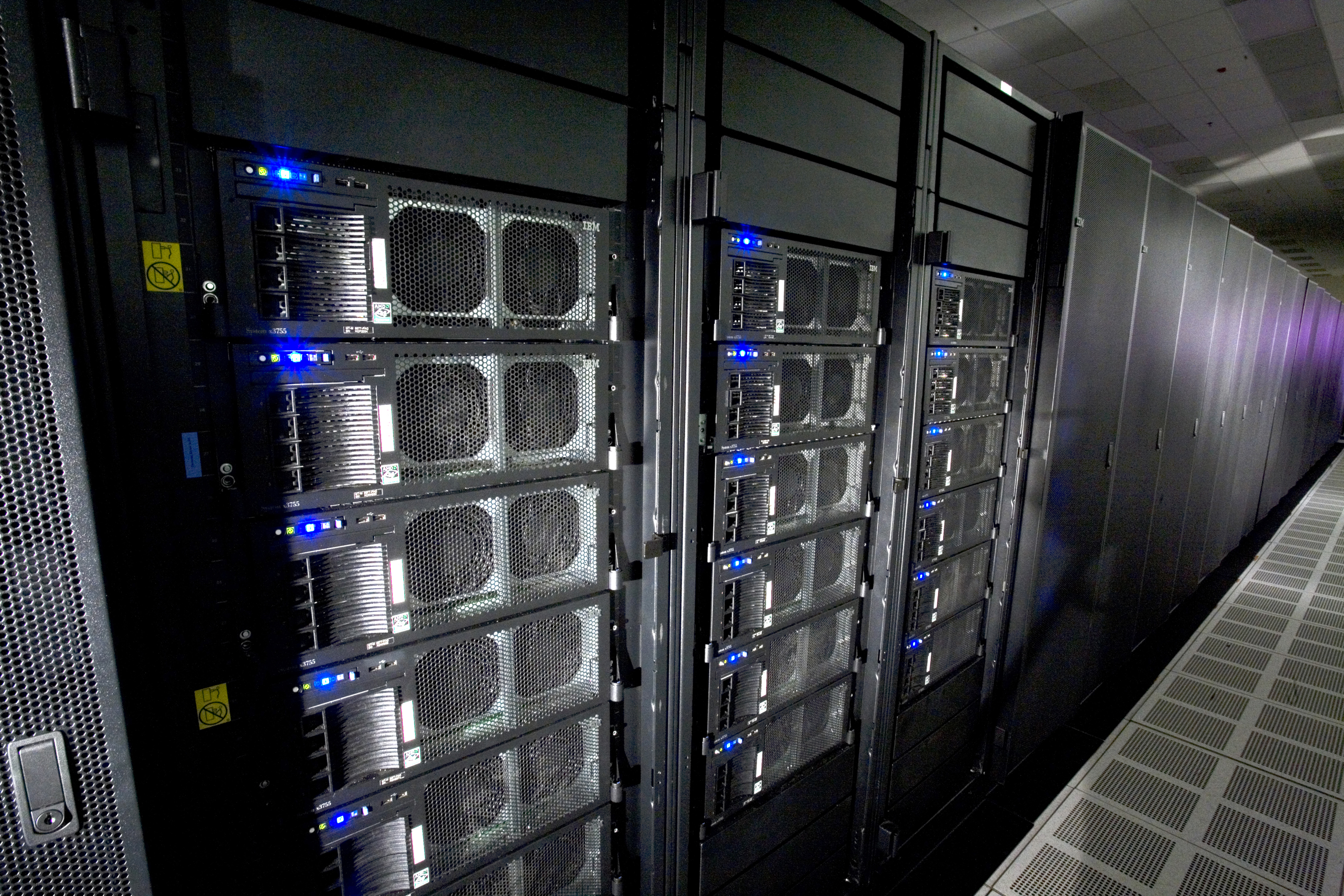
Siêu máy tính Roadrunner của IBM

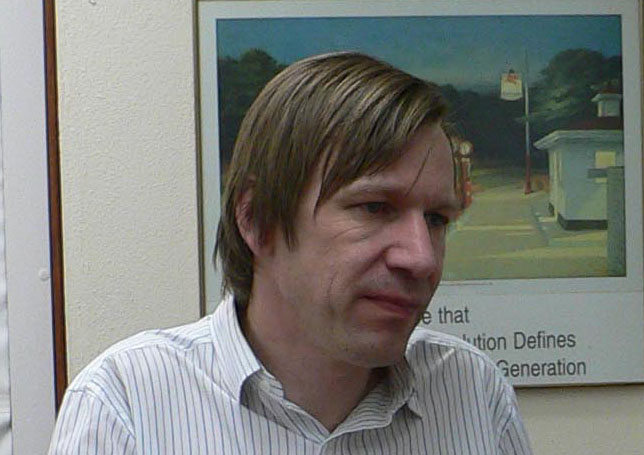
Peter Hofstee, kiến trúc sư trưởng của chip cell đang giới thiệu tại trường Tổng hợp Delaware ngày 25 tháng 4 năm 2007

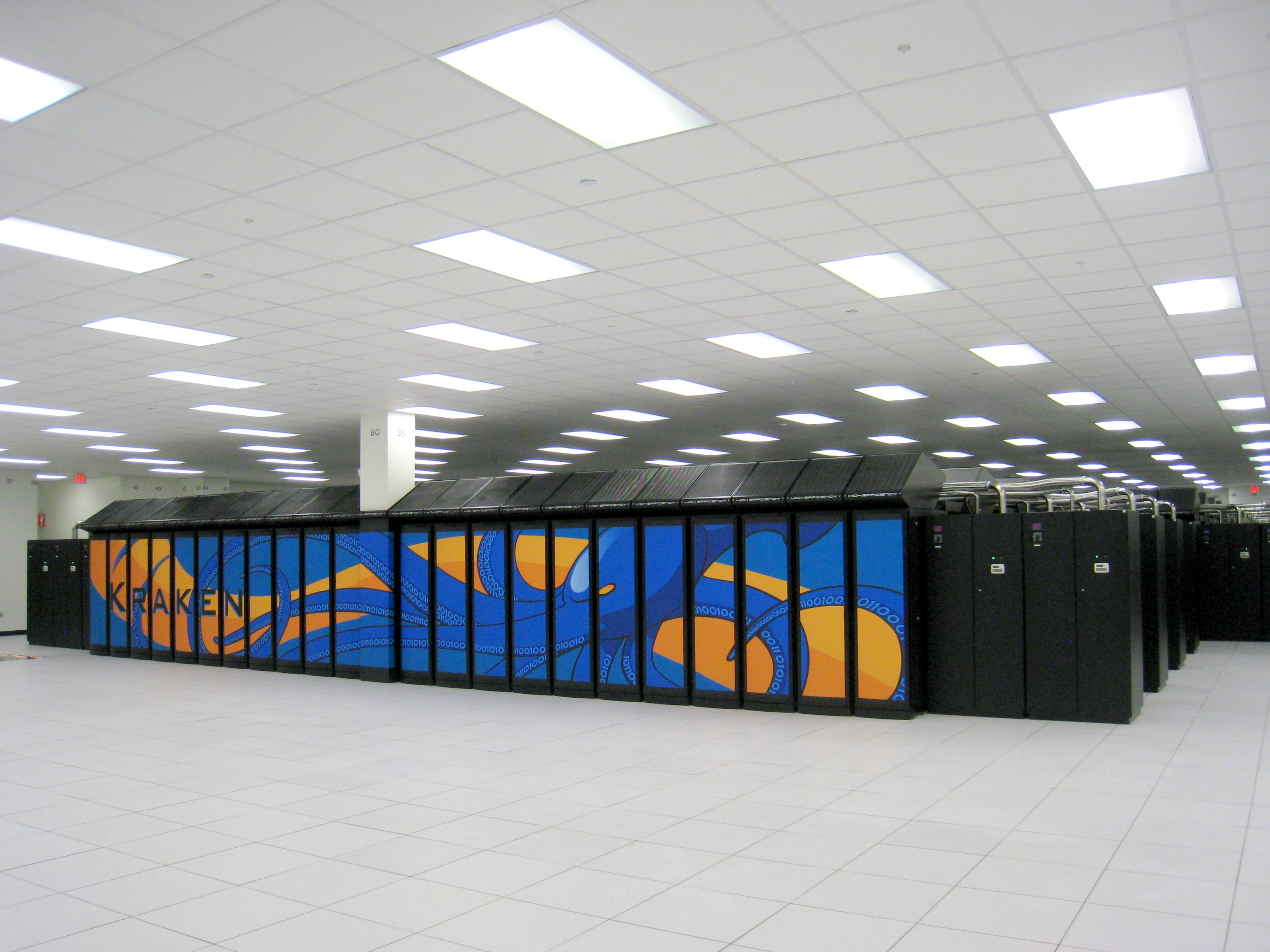
Siêu máy tính Cray XT5, 22/5/2009

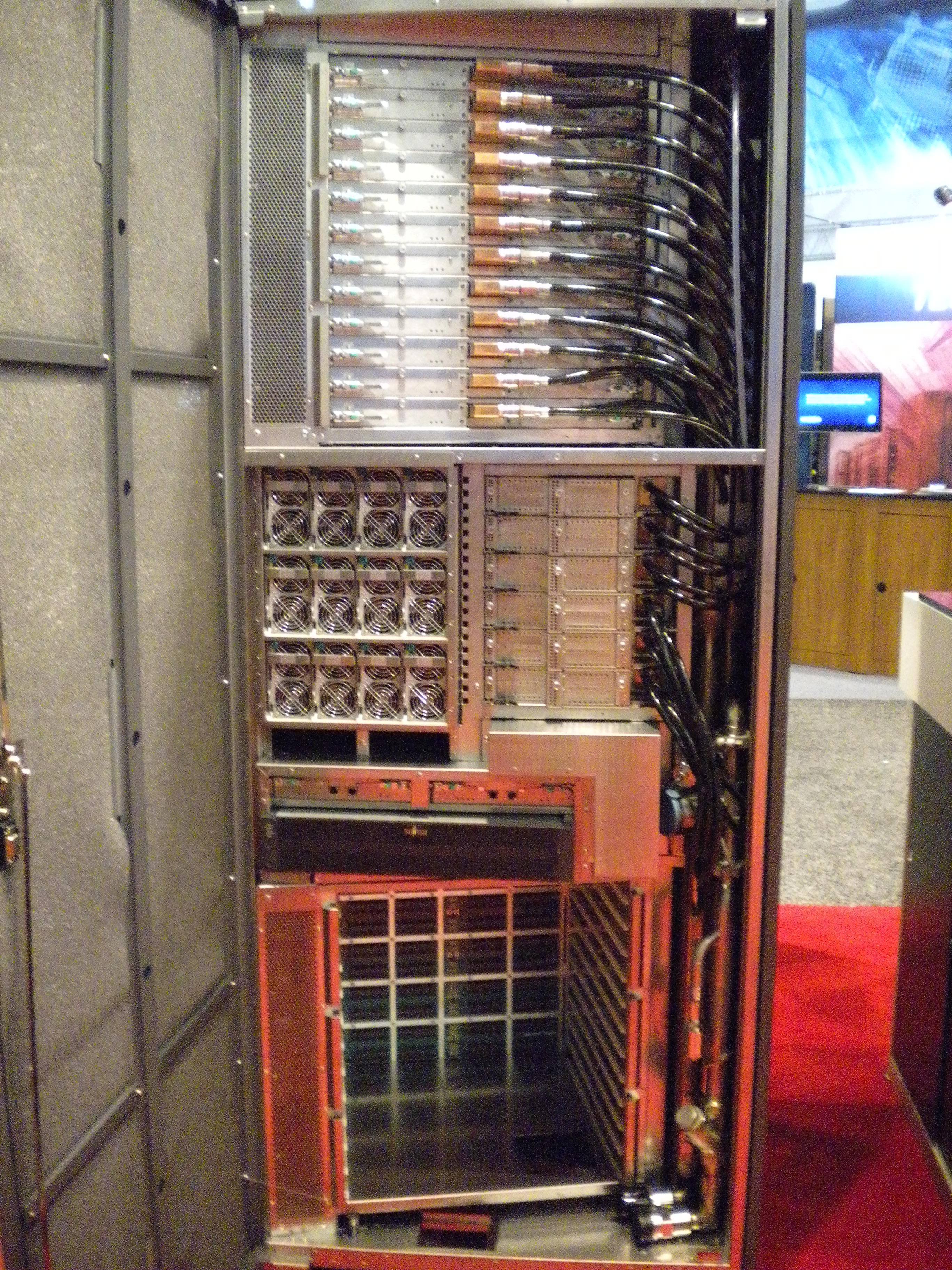
Tủ rack của K Computer, 21/11/2009

- Theo một công bố của hãng NEC thì siêu máy tính SX-9 [1] của họ đạt tốc độ 839 teraflop, vượt qua Constellation, BlueGene/L và họ đang tiếp xây dựng siêu máy tính mới đạt tốc độ 10 petaflop vào năm 2010[2].
- Theo công bố ngày 9 tháng 6 trên Top500-ISC to HFPD on Breaking the Petaflop/s Barrier Lưu trữ ngày 13 tháng 6 năm 2008 tại Wayback Machine, siêu máy tính Roadrunner đã đạt ngưỡng 1.026 petaflop/giây, hệ điều hành Red Hat Linux phiên bản 4.3.
  - Roadrunner có bộ xử lý trung tâm IBM System x 3755 tích hợp 12.240 chip Cell (tên đầy đủ là Cell Broadband Engine, gồm một bộ xử lý đa năng Power PC và 8 phần tử đồng xử lý) và 6.562 bộ xử lý AMD Opteron[3] lõi kép (dual-core), bộ nhớ 80 terabyte, hệ thống kết nối rộng 557m², 92 km sợi quang, nặng 227 tấn, chi phí 100 triệu USD[4]
  - Chip cell bao gồm 8 lõi 64 bit xử lý riêng biệt, mang lại hiệu quả hoạt động với xung nhịp trên 4 GHz, khả năng thực hiện 256 Gigaflop/s.
- Siêu máy tính XT Jaguar chạy nền Linuxa, bộ nhớ 362 GB, gồm 184 tủ máy, mỗi tủ máy chứa 192 chip Opteron 4 lõi của AMD[5]

## 2013
Đây là bảng tổng kết 1 siêu máy tính mạnh nhất thế giới 
| Thứ Hạng | Nơi Sản Xuất                                           | Tên Hệ thống | Số Nhân   | Tốc Độ Đọc (TFlop/s) | Rpeak (TFlop/s) | Công Suất (kW) |
| -------- | ------------------------------------------------------ | --- | --------- | -------------------- | --------------- | -------------- |
| 1        | Đại học Quốc gia Công nghệ Quốc phòng Trung Quốc       | Tianhe-2 (MilkyWay-2) - TH-IVB-FEP Cluster, Intel Xeon E5-2692 12C 2.200 GHz, TH Express-2, Intel Xeon Phi 31S1P NUDT | 3,120,000 | 33,862.7             | 54,902.4        | 17,808         |
| 2        | DOE / SC / Phòng thí nghiệm quốc gia Oak Ridge Hoa Kỳ  | Titan - Cray XK7, Opteron 6274 16C 2.200 GHz, Cray Gemini interconnect, NVIDIA K20x Cray Inc.                         | 560,640   | 17,590.0             | 27,112.5        | 8,209          |
| 3        | DOE/NNSA/LLNL Hoa Kỳ                                   | Sequoia - BlueGene/Q, Power BQC 16C 1.60 GHz, Custom IBM                                                              | 1,572,864 | 17,173.2             | 20,132.7        | 7,890          |
| 4        | Viện Khoa học Tính toán nâng cao RIKEN (AICS) Nhật Bản | K computer, SPARC64 VIIIfx 2.0 GHz, Tofu interconnect Fujitsu                                                         | 705,024   | 10,510.0             | 11,280.4        | 12,660         |
| 5        | DOE/SC/Argonne National Laboratory Hoa Kỳ              | Mira - BlueGene/Q, Power BQC 16C 1.60 GHz, Custom IBM                                                                 | 786,432   | 8,586.6              | 10,066.3        | 3,945          |
| 6        | Texas Advanced Computing Center/Univ. of Texas Hoa Kỳ  | Stampede - PowerEdge C8220, Xeon E5-2680 8C 2.700 GHz, Infiniband FDR, Intel Xeon Phi SE10P Dell                      | 462,462   | 5,168.1              | 8,520.1         | 4,510          |
| 7        | Forschungszentrum Juelich (FZJ) Đức                    | JUQUEEN - BlueGene/Q, Power BQC 16C 1.600 GHz, Custom Interconnect IBM                                                | 458,752   | 5,008.9              | 5,872.0         | 2,301          |
| 8        | DOE/NNSA/LLNL Hoa Kỳ                                   | Vulcan - BlueGene/Q, Power BQC 16C 1.600 GHz, Custom Interconnect IBM                                                 | 393,216   | 4,293.3              | 5,033.2         | 1,972          |
| 9        | Leibniz Rechenzentrum Đức                              | SuperMUC - iDataPlex DX360M4, Xeon E5-2680 8C 2.70 GHz, Infiniband FDR IBM                                            | 147,456   | 2,897.0              | 3,185.1         | 3,423          |
| 10       | National Supercomputing Center in Tianjin Trung Quốc   | Tianhe-1A - NUDT YH MPP, Xeon X5670 6C 2.93 GHz, NVIDIA 2050 NUDT                                                     | 186,368   | 2,566.0              | 4,701.0         | 4,040          |

## Bảng tổng kết từ top500.org
| Năm  | Số hiệu máy                              | Tốc độ (Rmax)             | Địa điểm đặt máy |
| ---- | ---------------------------------------- | ------------------------- | --- |
| 1942 | Atanasoff–Berry Computer (ABC)           | 30 OPS                    | Iowa State University, Ames, Iowa, Hoa Kỳ                                                                                     |
| 1942 | TRE Heath Robinson                       | 200 OPS                   | Bletchley Park |
| 1944 | Flowers Colossus                         | 5 kOPS                    | Post Office Research Station, Dollis Hill, UK                                                                                 |
| 1946 | UPenn ENIAC (before 1948+ modifications) | 100 kOPS                  | Department of War Aberdeen Proving Ground, Maryland, Hoa Kỳ                                                                   |
| 1954 | IBM NORC                                 | 67 kOPS                   | Department of Defense U.S. Naval Proving Ground, Dahlgren, Virginia, Hoa Kỳ                                                   |
| 1956 | MIT TX-0                                 | 83 kOPS                   | Massachusetts Inst. of Technology, Lexington, Massachusetts, Hoa Kỳ                                                           |
| 1958 | IBM AN/FSQ-7                             | 400 kOPS                  | 25 U.S. Air Force sites across the continental USA and 1 site in Canada (52 computers)                                        |
| 1960 | UNIVAC LARC                              | 250 kFLOPS                | Atomic Energy Commission (AEC) Lawrence Livermore National Laboratory, California, Hoa Kỳ                                     |
| 1961 | IBM 7030 "Stretch"                       | 1,2 MFLOPS                | AEC-Los Alamos National Laboratory, New Mexico, Hoa Kỳ                                                                        |
| 1964 | CDC 6600                                 | 3 MFLOPS                  | AEC-Lawrence Livermore National Laboratory, California, Hoa Kỳ                                                                |
| 1969 | CDC 7600                                 | 36 MFLOPS                 | AEC-Lawrence Livermore National Laboratory, California, Hoa Kỳ                                                                |
| 1974 | CDC STAR-100                             | 100 MFLOPS                | AEC-Lawrence Livermore National Laboratory, California, Hoa Kỳ                                                                |
| 1975 | Burroughs ILLIAC IV                      | 150 MFLOPS                | NASA Ames Research Center, California, Hoa Kỳ                                                                                 |
| 1976 | Cray-1                                   | 250 MFLOPS                | Energy Research and Development Administration (ERDA) Los Alamos National Laboratory, New Mexico, Hoa Kỳ (80+ sold worldwide) |
| 1981 | CDC Cyber 205                            | 400 MFLOPS                | (numerous sites worldwide) |
| 1983 | Cray X-MP/4                              | 941 MFLOPS                | U.S. Department of Energy (DoE) Los Alamos National Laboratory; Lawrence Livermore National Laboratory; Battelle; Boeing      |
| 1984 | M-13                                     | 2,4 GFLOPS                | Scientific Research Institute of Computer Complexes, Moskva, Liên Xô                                                          |
| 1985 | Cray-2/8                                 | 3,9 GFLOPS                | DoE-Lawrence Livermore National Laboratory, California, Hoa Kỳ                                                                |
| 1989 | ETA10-G/8                                | 10,3 GFLOPS               | Florida State University, Florida, Hoa Kỳ                                                                                     |
| 1990 | NEC SX-3/44R                             | 23,2 GFLOPS               | NEC Fuchu Plant, Fuchu, Nhật Bản                                                                                              |
| 1993 | Thinking Machines CM-5/1024              | 65,5 GFLOPS               | DoE-Los Alamos National Laboratory; National Security Agency                                                                  |
| 1993 | Fujitsu Numerical Wind Tunnel            | 124,50 GFLOPS             | National Aerospace Laboratory, Tokyo, Nhật Bản                                                                                |
| 1993 | Intel Paragon XP/S 140                   | 143,40 GFLOPS             | DoE-Sandia National Laboratories, New Mexico, Hoa Kỳ                                                                          |
| 1994 | Fujitsu Numerical Wind Tunnel            | 170,40 GFLOPS             | National Aerospace Laboratory, Tokyo, Nhật Bản                                                                                |
| 1996 | Hitachi SR2201/1024                      | 220,4 GFLOPS              | Đại học Tokyo, Nhật Bản |
| 1996 | Hitachi/Tsukuba CP-PACS/2048             | 368,2 GFLOPS              | Center for Computational Physics, University of Tsukuba, Tsukuba, Nhật Bản                                                    |
| 1997 | Intel ASCI Red/9152                      | 1,338 TFLOPS              | DoE-Sandia National Laboratories, New Mexico, Hoa Kỳ                                                                          |
| 1999 | Intel ASCI Red/9632                      | 2,3796 TFLOPS             | DoE-Sandia National Laboratories, New Mexico, Hoa Kỳ                                                                          |
| 2000 | IBM ASCI White                           | 7,226 TFLOPS              | DoE-Lawrence Livermore National Laboratory, California, Hoa Kỳ                                                                |
| 2002 | NEC Earth Simulator                      | 35,86 TFLOPS              | Earth Simulator Center, Yokohama, Nhật Bản                                                                                    |
| 2004 | IBM Blue Gene/L                          | 70,72 TFLOPS              | DoE/IBM Rochester, Minnesota, Hoa Kỳ                                                                                          |
| 2005 | IBM Blue Gene/L                          | 136,8 TFLOPS              | DoE/U.S. National Nuclear Security Administration, Lawrence Livermore National Laboratory, California, Hoa Kỳ                 |
| 2005 | IBM Blue Gene/L                          | 280,6 TFLOPS              | DoE/U.S. National Nuclear Security Administration, Lawrence Livermore National Laboratory, California, Hoa Kỳ                 |
| 2007 | IBM Blue Gene/L                          | 478,2 TFLOPS              | DoE/U.S. National Nuclear Security Administration, Lawrence Livermore National Laboratory, California, Hoa Kỳ                 |
| 2008 | IBM Roadrunner                           | 1,026 PFLOPS              | DoE-Los Alamos National Laboratory, New Mexico, Hoa Kỳ                                                                        |
| 2009 | Cray Jaguar                              | 1,759 PFLOPS 2,331 PFLOPS | Oak Ridge National Laboratory, New Mexico, Hoa Kỳ                                                                             |
| 2010 | Thiên Hà 1A                              | 2,507 PFLOPS              | Trung tâm siêu máy tính Thiên Tân, Thiên Tân, Trung Quốc                                                                      |
| 2011 | Fujitsu K computer                       | 8.162 PFLOPS              | RIKEN, Wakō, Saitama, Nhật Bản                                                                                                |
| 2012 | TITAN                                    | 20 PFLOPS                 | Bộ năng lượng Hoa Kỳ, Hoa Kỳ                                                                                                  |

Siêu máy tính mang tên Thiên Hà 1A (Tianhe-1A) của Trường Đại học Công nghệ Quốc phòng Quốc gia Trung Quốc cũng sử dụng những bộ vi xử lý của Mỹ do hãng Intel và Nvidia sản xuất. Được biết, siêu máy tính này có thể giải quyết các phép toán nhanh hơn 29 triệu lần so với siêu máy tính của năm 1976.

## Nhiệm vụ
Tìm ra các số nguyên tố Mersenne mới nhất